# Home Hill
Home Hill (2 907 habitants) est une ville trouvant dans la confluence de la Burdekin River, dans l'État du Queensland en Australie à 1 262 km au nord-ouest de Brisbane, sur la Bruce Highway.
Son économie repose sur la culture de la canne à sucre. La ville a une sucrerie.

## Galerie

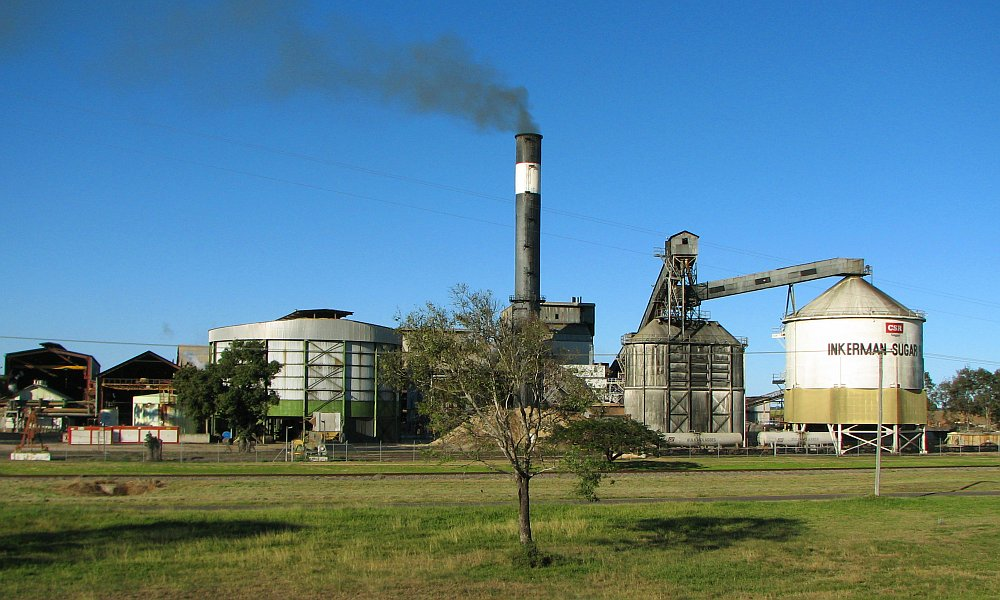
La sucrerie

## Référence
- Statistiques sur Home Hill